# Wassersilo Tübingen

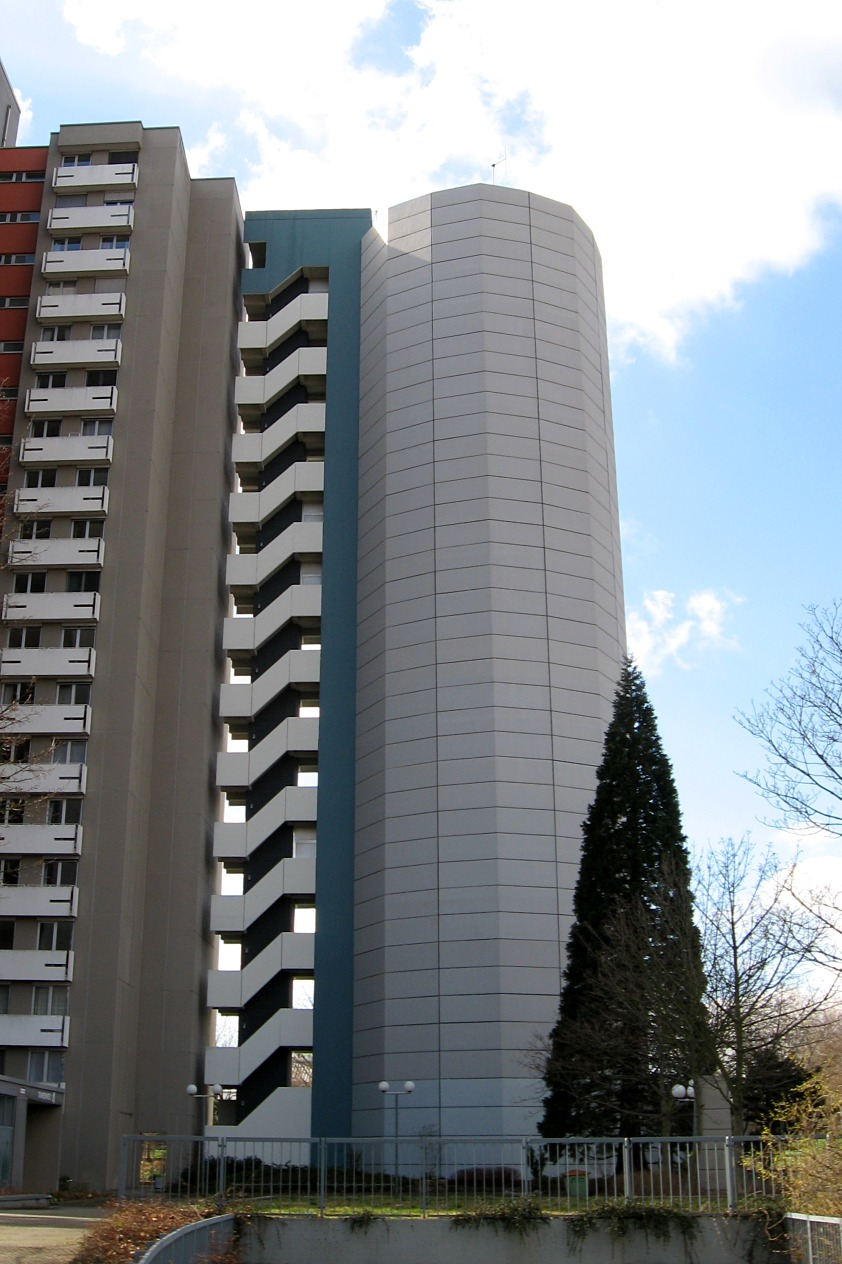
Wassersilo Tübingen

Das Wassersilo Tübingen ist ein 1972/73 erbauter Wasserturm im Tübinger Stadtteil Waldhäuser Ost.
Die ungewöhnliche, rund 50 Meter hohe Konstruktion befindet sich in nur 40 cm Abstand zu einem 20-stöckigen Hochhaus und erweckt dadurch den Eindruck, als sei sie ein Teil von diesem. Der Wasserturm verfügt über zwei getrennte, übereinander liegende Wasserkammern mit einem Volumen von oben 1.230 m³ und unten 2.100 m³.